# Technogroup Welshpool Town FC
Technogroup Welshpool Town FC este un club de fotbal din Welshpool, Țara Galilor.

## Cele mai mari victorii și înfrângeri
- Cea mai mare victorie: 8-0 împotriva echipei Cemaes Bay în 1998.
- Cea mai mare înfrângere: 0-8 cu Barry Town F.C. în 1997.